# Contea di Nyingchi
Nyingchi (林芝县T; Línzhī XiànP) è una contea cinese della prefettura di Nyingchi nella Regione Autonoma del Tibet. Il capoluogo è la città di Bayi. Nel 1999 la contea contava 28.801 abitanti.

## Geografia antropica

### Centri abitati
- Linzhi 林芝镇
- Baiba 百巴镇
- Bayi 八一镇
- Lulang 鲁朗镇
- Gengzhang 更章门巴族乡
- Bujiu 布久乡
- Mirui 米瑞乡